# Таматоа IV
Таматоа IV (фр. Tamatoa IV;  1797 — 19 августа 1857) — второй король Соединенного Королевства Раиатеа и Тахаа (острова в составе островов Общества). Умер без законных наследников, был последним королем старшей ветви королевской династии Таматоа. Начало правления — 1831 год, окончание правления — 1857 год. 

## Биография
Принц Мое-Тереи Тино-руа Те-арии Нохо-раи родился в 1797 году в семье принца Раиатеа и Тахаа Витеа-раи Уру Раиатеа и принцессы острова Хуахине Опай-пай Те-роро. Мое-Тереи Тино-руа Те-арии Нохо-раи приходился внуком королю Раиатеа и Тахаа Таматоа III и королеве острова Хуахине Техаапапе I. После смерти его деда Таматуа III в 1831 году Мое-Тереи стал королем Райатеи и Тахаа под именем Таматуа IV. Однако начало его правления было отмечено внутренними политическими волнениями. Его коронация состоялась только в июне 1838 года.
Новые внутренние беспорядки вспыхнули в 1854 году. В результате Таматоа IV был свергнут и сослан на Таити, где он умер в 1857 году.